# Fredrik Backman (författare)
Carl Fredrik Backman, född 2 juni 1981 i Brännkyrka församling i Stockholm, är en svensk författare, bloggare och skribent.
Under 2012 skrev han varje vecka krönikor för tidningen Metro, och han bloggade mellan april 2010 och maj 2015 för tidningen Magazine Café. År 2012 debuterade han som författare med böckerna En man som heter Ove och Saker min son behöver veta om världen.

## Biografi
Fredrik Backman är uppvuxen i Helsingborg. Han har studerat religionsvetenskap men avbröt studierna och blev truckförare. Han gifte sig 2009 och blev far året efter.
År 2017 var han värd för Sommar i P1.

### Krönikor
När Helsingborgs Dagblad 2006 startade sin gratistidning Xtra Helsingborg ansökte Backman, som då var truckförare, om att bli skribent för tidningen. Efter en testkrönika fick han fortsätta att skriva krönikor för tidningen.
Våren 2007 blev han anställd på tidningen Moore Magazine i Stockholm. Ett och ett halvt år senare började han istället frilansa. Under 2012 var Backman en av tidningen Metros krönikörer.

### Bloggar
Han har bloggat om förberedelserna inför sitt bröllop i Bröllopsbloggen på Veckorevyns webbplats och om att bli far i sin egen blogg Någons farsa.
På Magazine Cafés webbplats skrev han "OS-bloggen" under olympiska vinterspelen 2010. Han fortsatte efter OS att blogga på den webbplatsen permanent. Den 3 maj 2015 skrev han ett sista inlägg på bloggen på Café.se och flyttade till sin egen fristående blogg på fredrikbackman.com.

### Författarskap
Backman debuterade som författare 2012 med böckerna En man som heter Ove och Saker min son behöver veta om världen, båda utgivna på Forum bokförlag. En man som heter Ove blev en stor försäljningsframgång och har senare kommit att både filmatiseras och sättas upp som teater. I september 2013 utgavs Backmans tredje bok, Min mormor hälsar och säger förlåt. I oktober 2014 utgavs hans fjärde bok, Britt-Marie var här, utgiven på Partners in Stories.
Backmans femte bok, Björnstad, utgavs hösten 2016. I maj 2017 kom hans kortroman om modet att ta farväl av dem man älskar Och varje morgon blir vägen hem längre och längre på Bokförlaget Forum. I augusti 2017 kom uppföljaren till Björnstad ut. Den har titeln Vi mot er och gavs också ut på Bokförlaget Forum. År 2019 utgavs Folk med ångest som senare kom att bli en Netflix-serie. Backmans senaste bok publicerades 2021 och har titeln Vinnarna.
Ett återkommande tema i Backmans författarskap är nedstämda människor i en obegriplig modern värld och han skildrar ofta män drabbade av ensamhet. Litteraturkritikern Lotta Olsson beskriver det som att Backman har en speciell ton som balanserar mellan förtvivlan och försoning. Han gör ständiga vardagliga iakttagelser som sätter ord på våra tillkortakommanden, och kryddar med humor i överraskande vändningar. Ändå kan han förmedla hopp, och låter det alltid finnas en utsträckt hand, en livsnödvändig gemenskap åt den som är övergiven.

### Internationell framgång
Backmans böcker har även fått internationell spridning. Fram till hösten 2016 hade de givits ut i 40 olika länder, i totalt över fem miljoner exemplar. Översättningen till engelska av en En man som heter Ove (A Man Called Ove) nådde i november 2016 första plats på The New York Times försäljningslista. På den listan låg samtidigt Backmans My Grandmother Asked Me To Tell You She’s Sorry (även känd som My Grandmother Sends Her Regards and Apologises; översättning av Min mormor hälsar och säger förlåt) på fjärde plats. I september 2020 placerade sig den engelska översättningen av Folk med ångest (Anxious People) på listans första plats, bara en vecka efter utgivning.

### Noveller
- Och varje morgon blir vägen hem längre och längre. Bokförlaget Forum. 2017. Libris 20144730. ISBN 978-91-37150895
- Ditt livs affär. Bokförlaget Forum. 2017. Libris 21866984. ISBN 978-91-37152622

### Dramatiseringar
Backmans En man som heter Ove har blivit föremål för en scenuppsättning som hade premiär på Rival i Stockholm den 30 januari 2015. Ove spelades på scenen av Johan Rheborg. För regin stod Emma Bucht och manus skrevs av Marie Persson Hedenius.. Boken har också filmatiserats två gånger; En man som heter Ove 2015 med Rolf Lassgård och en amerikansk film under namnet A Man Called Otto, 2022 med Tom Hanks i huvudrollen.
Britt-Marie var här har även den filmatiserats med premiär 25 januari 2019. För regin stod Tuva Novotny och i titelrollen syntes Pernilla August.
År 2020 hade TV-serien Björnstad premiär på HBO Nordic. TV-serien byggde på Backmans bok och regisserades av Peter Grönlund.
År 2021 adapterades Backmans bok Folk med ångest som tv-serie med Felix Herngren i regi. Den hade premiär på Netflix den 29 december.